# 6976 Канатсу
6976 Канатсу (6976 Kanatsu) — астероїд головного поясу, відкритий 23 травня 1993 року.
Тіссеранів параметр щодо Юпітера — 3,537.